# The Captain's Paradise
The Captain's Paradise (br: As Chaves do Paraíso) é um filme britânico de 1953, do gênero comédia, dirigido por Anthony Kimmins e estrelado por Alec Guinness e Yvonne De Carlo.